# Morgan 4/4
Morgan 4/4 — родстер, выпускавшийся с 1936 по 2018 год британской компанией Morgan Motor Company. Это первый четырёхколёсный автомобиль Morgan, название указывало на то, что модель имела четыре колеса и четырёхцилиндровый двигатель (ранее, как правило, автомобили Morgan были трёхколёсными, с V-образными двигателями). В ранних рекламных материалах модель называлась по-разному: «4/4», «4-4», «Four Four» и так далее, однако с самого начала производства автомобиль имел индекс «4/4».
За исключением перерыва во время Второй мировой войны (и в период с марта 1951 по сентябрь 1955 года), 4/4 находился в непрерывном производстве с момента своего дебюта до 2018 года. В 1936 году объём двигателя был увеличен с 1122 см3 до 1,8 л. С 2009 года и до снятия с производства в 2018 году автомобиль оснащался 1,6-литровым двигателем Ford Sigma. На протяжении десятилетий мощность варьировалась от 25 до 93 кВт (34—125 л. с.).

## 4/4 Two-Seater
Оригинальный двухместный 4/4 был представлен в 1936 году. К 1939 году было выпущено 663 единицы, а с 1946 по 1950 год — ещё 249, что составляло 53% от общего объёма производства.
В течение первых лет автомобиль оснащался двигателем Coventry Climax объёмом 1122 см3, мощностью 25 кВт (34 л. с.). С 1939 года автомобиль оснащался двигателем Standard Motor Company с верхним расположением клапанов объёмом 1267 см3, мощностью 29 кВт (38,8 л. с.). До 1938 года автомобили оснащались четырёхступенчатой трансмиссией Meadows, а с 1938 года автомобили оснащались трансмиссией Moss.

### 4/4 Four-Seater
Четырёхместная версия Morgan 4/4 была представлена в 1937 году. К 1939 году было выпущено 99 единиц, а с 1946 по 1950 год — ещё 140.

### 4/4 Drophead Coupé
Morgan 4/4 Drophead Coupé дебютировал в 1938 году. К 1939 году было выпущено 58 экземпляров, а с 1946 по 1950 год — ещё 106. Автомобиль имеет улучшенную складную крышу и постоянные оконные рамы, а также некоторые другие удобства.

## 4/4 Series II
Morgan 4/4 Series II дебютировал в 1955 году. К октябрю 1960 года было выпущено 386 экземпляров.
Автомобиль оснащался двигателем Ford 100E объёмом 1172 см3 с боковым расположением клапанов. Коробка передач — трёхступенчатая Ford. Мощность двигателя составляла 27 кВт (36 л. с.). Автомобиль имел 9-дюймовые (229 мм) барабанные гидравлические тормоза. Существовала также версия «Competition» с улучшенной рычажной связью переключения передач и двигателем мощностью 30 кВт (40 л. с.), который имеет преобразованную головку блока цилиндров Aquaplane и два карбюратора S. U.
В 1956 году журнал The Motor протестировал Series II и зафиксировал максимальную скорость 121,2 км/ч, разгон от 0 до 60 миль в час (97 км/ч) за 26,9 секунды и расход топлива 8,0 л/100 км. С учётом налогов цена составила 713 фунтов стерлингов.

## 4/4 Series III
Morgan 4/4 Series III дебютировал в октябре 1960 года. К ноябрю 1961 года было выпущено 58 экземпляров. Колея увеличена на 2 дюйма (50 мм). Гидравлические амортизаторы пришли на смену фрикциону Hartford.
Автомобиль оснащался двигателем Ford Anglia 105E OHV мощностью 29 кВт (39 л. с.). Коробка передач — четырёхступенчатая Ford.

## 4/4 Series IV
Morgan 4/4 Series IV выпускался с октября 1961 по март 1963 года. Автомобиль оснащался двигателем Ford Classic 109E объёмом 1340 см3, мощностью 62 л. с. Коробка передач — четырёхступенчатая Ford. Автомобиль имеет 11-дюймовые (279 мм) дисковые тормоза спереди.

## 4/4 Series V
Morgan 4/4 Series V дебютировал в феврале 1963 года. К марту 1968 года было выпущено 639 экземпляров.
Автомобиль оснащался двигателем Ford Cortina 116E объёмом 1498 см3, мощностью 65 л. с. Коробка передач — четырёхступенчатая Ford.

## 4/4 1600
Morgan 4/4 1600, дебютировавший в 1968 году, являлся модернизацией предыдущих пяти поколений. Автомобили поставлялись с 1,6-литровыми двигателями, двух- и четырёхместными открытыми кузовами с незначительными улучшениями, в том числе с дверными ручками от Land Rover.

### Ford Kent Crossflow
Morgan 4/4 1600, дебютировавший в феврале 1968 года, оснащался двигателями серии Ford Kent объёмом 1599 см: 2737E (70 л. с.), 2737GT (95,5 л. с.) и 2265E (95,5 л. с.) с 1971 года. Коробка передач — четырёхступенчатая Ford. Через некоторое время автомобили получили рифлёные задние фонари. В 1976 году количество стеклоочистителей было увеличено с 2 до 3. В 1971 году В целях улучшения безопасности автомобили стали оснащаться двухконтурными тормозами, мягкой приборной панелью и сцеплением с тросовым приводом.
К марту 1982 года было выпущено 3513 автомобилей.

### Fiat Twin-Cam
Morgan 4/4 1600 TC дебютировал в ноябре 1981 года. В отличие от других моделей, автомобиль оснащался двигателем Fiat с двумя распредвалами объёмом 1584 см3, мощностью 72 кВт (97 л. с.). Коробка передач — пятиступенчатая Fiat.
К ноябрю 1985 года было выпущено 96 автомобилей. С 1985 года родственная модель Plus Four также оснащалась двигателем Fiat Twin-Cam.

### Ford CVH
Morgan 4/4 1600 с двигателем Ford CVH объёмом 1597 см3 дебютировал в марте 1982 года. До 1984 года автомобиль оснащался четырёхступенчатой трансмиссией Ford, а с 1984 года автомобиль оснащался пятиступенчатой трансмиссией от Ford Sierra. В 1985 году ширина крыльев была увеличена по аналогии с Plus Four, а в 1986 году рулевое управление было изменено с оригинальных кулачков и штифтов на рециркуляционную шариковую систему Gemmer.
К ноябрю 1991 года было выпущено 1652 автомобиля. 

### Ford CVH EFI
С ноября 1991 года Morgan 4/4 1600 оснащался двигателем Ford CVH с электронным впрыском топлива объёмом 1597 см3, мощностью 75 кВт (100 л. с.). К январю 1993 года было выпущено 187 автомобилей.

## 4/4 1800

### Ford Zetec
С апреля 1993 года Morgan 4/4 оснащался 16-клапанным двигателем Ford Zetec объёмом 1796 см3, мощностью 85 кВт (114 л. с.).

#### Runabout
Morgan Runabout на базе 4/4 был запущен в производство в 2003 году. В отличие от оригинала, автомобиль имел уменьшенное количество жалюзи на капоте.

### Ford Duratec
С 2006 по 2009 год Morgan 4/4 оснащался 16-клапанным цельнолитым двигателем Ford Duratec объёмом 1798 см3, мощностью 93 кВт (125 л. с.), произведённым японской компанией Mazda. Выхлопная труба располагалась справа. В январе 2006 года была представлена специальная серия «70th Anniversary Special edition», посвященная 70-летию с момента появления модели 4/4. Автомобили были окрашены в чёрный цвет и имели специальные колёса, похожие на те, что были у 4/4 1600 TC. Планировалось выпустить 142 модели. Несмотря на 70 лет производства, в 2006 году производственные показатели не достигли 10000 единиц.

## 4/4 1.6 Litre (2009—2018)
С 2009 по 2018 год Morgan 4/4 оснащался двигателем Ford Sigma рабочим объёмом 1595 см3, мощностью 82 кВт (110 л. с.). Максимальная скорость — 185 км/ч. Двигатель приводит в движение задние колёса через пятиступенчатую механическую трансмиссию. Изначально автомобили оснащались трансмиссией Ford, а с 2012 года автомобили оснащались трансмиссией Mazda.